# Volley-ball masculin aux Jeux méditerranéens de 2009
Navigation
2005 2013
Les épreuves de volley-ball des 16e Jeux méditerranéens se déroulent du 28 juin au 5 juillet 2009 à Pescara (Italie).

## Équipes présentes
| - Albanie - Espagne - France - Grèce - Italie | - Maroc - Monténégro - Slovénie - Tunisie - Turquie |

## Tour préliminaire

### Composition des groupes
| Poule A                                           | Poule B                                                   |
| ------------------------------------------------- | --------------------------------------------------------- |
| Site : Pescara France Grèce Italie Maroc Slovénie | Site : Pescara Albanie Espagne Monténégro Tunisie Turquie |

### Poule A
| No | Équipe   | Points | Matches | Matches | Matches | Sets | Sets   | Sets  | Points | Points | Points |
| No | Équipe   | Points | joués   | gagnés  | perdus  | pour | contre | Ratio | pour   | contre | Ratio  |
| -- | -------- | ------ | ------- | ------- | ------- | ---- | ------ | ----- | ------ | ------ | ------ |
| 1  | Italie   | 7      | 4       | 3       | 1       | 387  | 350    | 1.106 | 10     | 7      | 1.429  |
| 2  | Slovénie | 7      | 4       | 3       | 1       | 356  | 323    | 1.102 | 11     | 4      | 2.750  |
| 3  | Grèce    | 6      | 4       | 2       | 2       | 349  | 346    | 1.009 | 9      | 7      | 1.286  |
| 4  | France   | 6      | 4       | 2       | 2       | 300  | 302    | 0.993 | 6      | 7      | 0.857  |
| 5  | Maroc    | 4      | 4       | 0       | 4       | 254  | 325    | 0.782 | 1      | 12     | 0.083  |

### Poule B
| No | Équipe     | Points | Matches | Matches | Matches | Sets | Sets   | Sets  | Points | Points | Points |
| No | Équipe     | Points | joués   | gagnés  | perdus  | pour | contre | Ratio | pour   | contre | Ratio  |
| -- | ---------- | ------ | ------- | ------- | ------- | ---- | ------ | ----- | ------ | ------ | ------ |
| 1  | Espagne    | 8      | 4       | 4       | 0       | 331  | 278    | 1.191 | 12     | 2      | 6.000  |
| 2  | Tunisie    | 7      | 4       | 3       | 1       | 345  | 322    | 1.071 | 11     | 4      | 2.750  |
| 3  | Turquie    | 6      | 4       | 2       | 2       | 329  | 311    | 1.058 | 7      | 7      | 1.000  |
| 4  | Monténégro | 5      | 4       | 1       | 3       | 283  | 291    | 0.973 | 4      | 9      | 0.444  |
| 5  | Albanie    | 4      | 4       | 0       | 4       | 215  | 301    | 0.714 | 0      | 12     | 0.000  |

## Phase finale

### Classements 1-4
|  | Demi-finales                             | Demi-finales                 |                        |   | Finale                             | Finale                             |
|  | Demi-finales                             | Demi-finales                 |                        |   | Finale                             | Finale                             |
|  |                                          |                              |                        |   |                                    |                                    |
|  | 04-07-09 (25-22 25-19 25-16)             | 04-07-09 (25-22 25-19 25-16) |                        |   | 05-07-09 (25-23 21-25 25-16 25-22) | 05-07-09 (25-23 21-25 25-16 25-22) |
|  | 04-07-09 (25-22 25-19 25-16)             | 04-07-09 (25-22 25-19 25-16) |                        |   | 05-07-09 (25-23 21-25 25-16 25-22) | 05-07-09 (25-23 21-25 25-16 25-22) |
|  | Italie                                   | 3                            |                        |   | 05-07-09 (25-23 21-25 25-16 25-22) | 05-07-09 (25-23 21-25 25-16 25-22) |
|  | Italie                                   | 3                            |                        |   | 05-07-09 (25-23 21-25 25-16 25-22) | 05-07-09 (25-23 21-25 25-16 25-22) |
|  | Tunisie                                  | 0                            |                        |   | 05-07-09 (25-23 21-25 25-16 25-22) | 05-07-09 (25-23 21-25 25-16 25-22) |
|  | Tunisie                                  | 0                            | Italie                 | 3 |                                    |                                    |
|  | 04-07-09 (33-35 30-32 25-12 25-18 15-12) |                              | Italie                 | 3 |                                    |                                    |
|  |                                          | Espagne                      | 1                      |   |                                    |                                    |
|  | Espagne                                  | Espagne                      | 1                      | 3 |                                    |                                    |
|  | Espagne                                  |                              |                        | 3 |                                    |                                    |
|  | Slovénie                                 | 2                            |                        |   |                                    |                                    |
|  | Slovénie                                 | 2                            | Match pour la 3e place |   |                                    |                                    |
|  |                                          |                              |                        |   |                                    |                                    |
|  | 05-07-09 (18-25 23-25 19-25)             |                              |                        |   |                                    |                                    |
|  |                                          |                              |                        |   |                                    |                                    |
|  | Tunisie                                  | 0                            |                        |   |                                    |                                    |
|  | Tunisie                                  | 0                            |                        |   |                                    |                                    |
|  | Slovénie                                 | 3                            |                        |   |                                    |                                    |
|  | Slovénie                                 | 3                            |                        |   |                                    |                                    |

## Classement final
| Place              | Équipe     |
| ------------------ | ---------- |
| Médaille d'or      | Italie     |
| Médaille d'argent  | Espagne    |
| Médaille de bronze | Slovénie   |
| 4                  | Tunisie    |
| 5                  | Turquie    |
| 6                  | Grèce      |
| 7                  | Monténégro |
| 8                  | France     |
| 9                  | Albanie    |
| 9                  | Maroc      |